# Kororinpa
Kororinpa – Ball Rolling Maze Game (zu Deutsch: Kugellabyrinth-Spiel) ist ein Geduldspiel für die Wii, bei dem man eine Kugel durch Kippen der Bahn mit Hilfe der Wii-Fernsteuerung durch verschiedene Parcours lenkt.

## Spielprinzip
Kororinpa hat keine Hintergrundstory oder ähnliches. Der einzige Sinn besteht darin, die Kugel über die Bahn zum Ziel zu steuern. Auf diese Weise kullert man durch fünfzig verschiedene Level (plus fünfzehn Geheimlevel).

### Steuerung
Gesteuert wird, indem man die Bahn mit Hilfe der Wii-Remote kippt und dreht. Je nachdem, wie stark und schnell man die Wiimote kippt, genauso beeinflusst man die Bahn. Die Kugel hat dann, aufgrund der (digitalen) Gravitationsgesetze keine andere Möglichkeit als sich der Neigung der Bahn zu beugen und in die entsprechende Richtung zu rollen. Je stärker die Bahn geneigt ist, umso schneller rollt die Kugel (die Geschwindigkeit ist aber auch nochmal von der Art der Kugel abhängig).

### Spielregeln
Hauptziel ist es, die Kugel ins Ziel zu bringen, doch vorher muss noch eine Bedingung erfüllt werden: Es müssen alle auf dem Feld verteilten roten Kristalle eingesammelt werden, erst dann ist das Ziel offen.
Es gibt auch grüne Kristalle. In jedem Level ist einer versteckt, meist an einer eher schwer zu erreichenden Stelle. Die grünen müssen nicht eingesammelt werden, bevor man ins Ziel geht, doch wenn man alle einsammelt, kann man Extras freischalten.
Ab Spielstart läuft eine Uhr mit. Es gibt keine Zeitbegrenzung, jedoch zeichnet die Uhr alle Zeitrekorde auf (pro Bahn werden die fünf Besten gespeichert). Je nach erreichter Zeit gibt es verschiedene Trophäen. Auch gibt es keine vorgegebene Anzahl an Versuchen, man könnte also so oft runterfallen wie man möchte, ohne in irgendeiner Weise zu verlieren.
Fällt die Kugel von der Bahn, startet diese wieder vom Startpunkt oder dem letzten Speicherpunkt aus. Die Uhr wird dabei nicht zurückgesetzt. Die bereits gesammelten Kristalle behält man. Mit dem A-Knopf kann man ebenfalls zum Start- bzw. Speicherpunkt zurückspringen.

## Kugeln
Im Laufe des Spiels können verschiedene Kugeln freigeschaltet werden, die unterschiedlich Eigenschaften besitzen.

### Einfache Kugeln
Schwierigkeitsgrad: einfach
Die einfachsten Kugeln, leicht zu steuern, ohne besondere Extras.
- Murmel
- Marienkäfer
- Bonbon

### Kugeln mit Klang
Schwierigkeitsgrad: einfach
Einige Kugeln haben eine Tierform und geben entsprechende Laute von sich, sei es Miauen, Quietschen oder Quaken.
- Katze
- Hund
- Pinguin
- Frosch
- Panda (Anfängerkugel, rollt sehr langsam)

### Flotte Kugeln
Schwierigkeitsgrad: normal
Die meisten haben die Form typischer Bälle. Sie kullern ein Stück schneller über die Bahnen als einfache Kugeln und sind dementsprechend schwerer zu steuern.
- Fußball (flott, hüpfrig)
- Basketball (flott, hüpfrig)
- Melone (flott, rutschig)

### Schwere Kugeln
Schwierigkeitsgrad: normal
Schwere Kugeln rollen schon bei geringster Neigung ohne Stocken, haben dafür aber auch eine begrenzte Maximalgeschwindigkeit.
- Gastank
- Saturn

## Bahnen
Man leitet die Kugeln über verschiedene 3D-Bahnen und -Labyrinthe, die in der Luft schweben. Jedes Level ist anders aufgebaut und hat andere Hindernisse und Fallen, wie Löcher im Boden, Honig, an dem man kleben bleibt, fehlende Wände, sich bewegende Plattformen, freier Fall …
Die Level sind in mehrere Gruppen eingeteilt, die den jeweiligen Hinter- und Untergrund bestimmen.

### Park
Level 1–10
Die Kugel kullert auf einer festen Holzbahn. Der Hintergrund ist eine Wiese aus Kleeblättern. Vorkommende Hindernisse sind Honig (klebt), Pfützen (man rutscht drüber), keine Wände (man kann von der Bahn runterstürzen), Scheren (versperren zeitweise den Weg), Lücken in der Bahn (durch starkes Kippen der Bahn rüberspringen) oder Magnetschienen, die zeitweise die Holzbahn ersetzen.

### Zuckerland
Level 11–20
Die Bahn ist aus allen erdenklichen Leckereien modelliert. Man kullert über Waffeln, weiße und braune Schokolade, Baumkuchen oder Zuckerstangen, als Bande dienen kunterbunte Zuckerbrezeln und noch mehr Waffeln.

### Tagstadt
Level 21–30
Das Spiel findet vor dem Hintergrund einer Großstadt statt. Weit unten sieht man Autos und Straßen. Die Bahn ist diesem Hintergrund angepasst. Sie ist nun aus Metall geformt. Sich bewegende Plattformen befinden sich fast in jeder Bahn. Außerdem bekommt man es nun oft mit dem freien Fall zu tun, bei dem man am Ende einer Strecke in ein Loch purzelt und aufpassen muss, die darunter liegende Strecke nicht zu verfehlen.

### Spielzeugland
Level 31–40
Ein farbenfrohes Feld, das ein wenig an das Zuckerland erinnert, doch statt Waffeln hat man wieder Holz als Untergrund. Es gibt nicht mehr ganz so häufig freien Fall wie in Tagstadt, dafür aber umso mehr Holperstellen, die das Vorankommen erschweren, sowie ein paar Balanceakte auf sehr schmaler Bahn, die eine ruhige Hand erfordern.
Da die Bahnen immer länger werden, erscheinen nun auch zunehmend Speicherpunkte, die bewirken, dass man beim Absturz nicht ganz am Anfang der Bahn beginnen muss, sondern beim letzten Speicherpunkt weitermachen kann.

### Nachtstadt
Level 41–50

### Basteltisch
Geheimlevel
Die Kugel rollt über eine aus Pappe zusammengeklebte Bahn. Im Hintergrund kann man auf einen Schreibtisch mit allerlei kleinen Bastelideen und Erfindungen blicken.
Diese Level zeichnen sich zumeist dadurch aus, dass sie viele rote Kristalle dicht hintereinander haben, was das Sammeln aber nicht unbedingt einfacher macht.
In den Geheimlevels gibt es keine grünen Kristalle.

## Freischaltbare Extras
Über das Einsammeln von grünen Kristallen können zusätzliche Extras freigeschaltet werden. Dies sind zum einen sogenannte Geheimnisse, bei denen es sich um zusätzliche Level handelt. Außerdem kann man Lieder freischalten, die man vor der Levelauswahl wählen kann und zusätzliche Kugeln freischalten.